# ギー4世 (サン＝ポル伯)
ギー4世（フランス語：Guy IV, 1254年ごろ - 1317年4月6日）は、サン＝ポル伯（在位：1292年 - 1317年）。

## 生涯
ギー4世はサン＝ポル伯ギー3世とマティルド・ド・ブラバンの息子である。
1292年、ブルターニュ公ジャン2世とベアトリス・オブ・イングランドの娘マリーと結婚した。2人の間には8子が生まれた。
- ジャン（1344年没） - サン＝ポル伯
- ジャック（1365年没） - アンクル領主
- マオー（1293年 - 1358年） - 1308年にヴァロワ伯シャルルと結婚[2]
- ベアトリス - 1315年にクレヴクール領主ジャン・ド・ダンピエール（フランドル伯ギーの孫）と結婚[3]
- イザボー（1360年5月19日没） - 1311年5月にクシー領主ギヨーム1世と結婚
- マリー（1303年頃 - 1377年）[1] - 2代ペンブルック伯エイマー・ド・ヴァランスと結婚[4]
- エレオノール - グラヴィル領主ジャン3世・マレと結婚
- ジャンヌ - メジー領主ミユ・ド・ノワイエと結婚

ギー4世はフランス王家の執事長（Grand bouteiller de France）となった。
また、金拍車の戦いにおいてフランス軍の2つの予備軍のうちの1つで（オーヴェルニュ伯ロベール6世とともに）共同指揮官に任命され、フランス軍は異父兄のアルトワ伯ロベール2世が率いた。フランス軍がフラマン人の攻撃により敗走したとき、ギー4世は逃げることができたが、弟のジャック、異母兄のロベール2世など、親族の多くが殺された。